# Танцюра Мойсей Дорофійович
Танцюра Мойсей Дорофійович (1895, с. Ковалиха, Черкаського повіту Київської губернії — 1970 — ті, Київ) — український радянський лікар — психіатр, невролог, психолог. Один із засновників української психотерапії.

## Життєпис
Народився у 1895 році в селі Ковалиха на Черкащині. У 1921 році закінчив фельдшерське училище і вступив до Київського медичного інституту. У 1927 році закінчив виш, за спеціальністю психіатрія.
У 1938 році був призначений директором Вінницької психоневрологічної лікарні, а згодом — головним лікарем Київської міської психіатричної лікарні імені Павлова.
Коли в серпні 1941 року Київ був окупований німецькими військами Мойсей Танцюра, котрий читав німецькі та європейські медичні журнали, зрозумів що нацисти скоро знищать пацієнтів лікарні.
Протягом вересня — жовтня 1941 року він провадив фіктивну виписку пацієнтів з лікарні яких лікарська комісія визнала «такими, що одужали». Шляхом фальсифікації документації, підміни діагнозів, фіктивних консиліумів було врятовано життя понад 500 людей.
Крім того, М. Танцюра вмовляв людей, які приводили нових хворих не влаштовувати їх до лікарні.
Наприкінці вересня 1941 року до лікарні прибув німецький гарнізонний лікар Раковський, який разом з 4 фотокореспондентами оглянув хворих.
14 жовтня Раковський знову приїхав до лікарні. Він наказав директору зібрати всіх хворих євреїв у окремому корпусі 8 відділення з якого було виселено всіх пацієнтів неєвреїв. Всього було розміщено 311 пацієнтів. В першу ніч М. Танцюра відпустив 2 пацієнтів, написавши в документах про їхню смерть, а один помер насправді. Залишилось 308 пацієнтів яких було розстріляно 18 жовтня 1941 року в Горіховій діброві.
Пізніше в січні, березні та вересні 1942 року німці убили більшість пацієнтів. До кінця 1942 року на місці психіатричної лікарні було організовано німецький військовий лазарет.
У 1943 році, після визволення Києва, персонал лікарні опинився на лаві підсудних, а головним обвинуваченим у співучасті знищення пацієнтів став Мойсей Танцюра. Ні слідство, ні суд не взяли до уваги факт масової виписки хворих, що організував Танцюра. За результатами суду його було засуджено до 10 років позбавлення волі.
В ув'язненні виконував обов'язки головного лікаря виправної колонії. Неодноразово писав скарги, щодо перегляду справи.
У 1946 році Верховний Суд СРСР скасував вирок.
У 1960 — х роках працював у санаторії «Першого травня» в Пущі — Водиці.

## Психотерапевтична діяльність
На початку 1965 року в газеті «Правда України» вийшла стаття Танцюри «В чому сила слова?», де він описував як навіюванням позбавив людину від фобії, що в неї рак шлунка, як лікує спазми, наприклад, спазми очей, як долає розлади мовлення та ковтання.

## Родина
Дочка — Танцюра Катерина Мойсеївна — лікар, викладач Київського медичного інституту
Онука — Татаринська Тетяна Миколаївна — лікар швидкої медичної допомоги в Білій Церкві.

## Премія імені доктора Мойсея Дорофійовича Танцюри
У 1998 році рішенням Асоціації психіатрів України було запроваджено премію імені доктора Мойсея Дорофійовича Танцюри для відзначення лікарів — психіатрів, які гідно працюють в умовах правової незахищеності пацієнтів і лікарів. Девіз премії: «За гідну поведінку в негідній ситуації».